# Gaggiolo (Cantello)
Gaggiolo (Gagiòll o Gaggioeu in varesotto) è una frazione del comune italiano di Cantello, in provincia di Varese. 
Costituisce un unico insediamento urbano più antico con l'omonima frazione del comune svizzero di Stabio, in Canton Ticino (distretto di Mendrisio), dalla quale è separato dal valico di Gaggiolo, dogana internazionale tra Italia e Svizzera, mentre verso sud, sempre nella piana dove si estende l'abitato, vi sono principalmente case sparse, campi e boschi.
Il toponimo deriva dal longobardo gahagi, che significa «recinto» o «campo recintato».

## Storia
Un primo insediamento umano si ebbe con lo stabilirsi di alcune truppe dell'Impero romano, con un accampamento.
Successivamente l'abitato nacque come aggregazione di cascine e fondi agricoli prima della perdita da parte del Ducato di Milano del territorio del Canton Ticino a favore della Svizzera, ovvero prima della creazione del confine di stato del 1512 e ancora attuale. La chiesa di S. Bernardino infatti, pur non avendo mai dignità di parrocchia, risulta essere stata costruita in epoche precedenti, ancorché le successive riedificazioni e la mancanza di studi approfonditi non consentano di specificarne meglio la data di prima edificazione.
La chiesetta vanta numerosi affreschi del pittore ligurnese Carlo Coquio.

## Infrastrutture e trasporti
Gaggiolo è sede della importante dogana frontaliera tra Italia e Svizzera, nei cui pressi è presente la stazione di Cantello-Gaggiolo posta sulla ferrovia Mendrisio-Varese.